# Sesioctonus kompsos
Sesioctonus kompsos är en stekelart som beskrevs av Briceno 2003. Sesioctonus kompsos ingår i släktet Sesioctonus och familjen bracksteklar. Inga underarter finns listade i Catalogue of Life.